# Équipe d'Argentine de football à la Copa América 1916

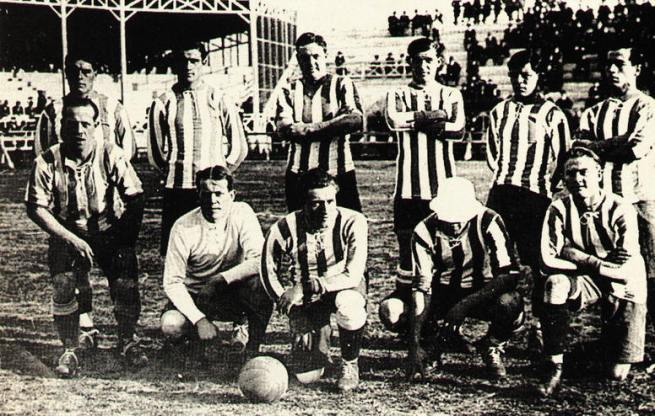
L'équipe avant le match contre le Chili. Debout : Reyes, Olazar, Brown, Guidi, Badaracco, Martínez ; Accroupis : Perinetti, Wilson, Marcovecchio, Ohaco, Heissinger.

L'équipe d'Argentine de football participe à sa 1re Copa América lors de l'édition 1916 qui se tient en Argentine du 2 juillet 1916 au 17 juillet 1916.

## Résultats

### Classement final
Les quatre équipes participantes sont réunies au sein d'une poule unique où chaque formation rencontre une fois ses adversaires. À l'issue des rencontres, l'équipe classée première remporte la compétition.
|   | Équipe    | Pts | J | G | N | P | BP | BC | Diff |
| - | --------- | --- | - | - | - | - | -- | -- | ---- |
| 1 | Uruguay   | 5   | 3 | 2 | 1 | 0 | 6  | 1  | +5   |
| 2 | Argentine | 4   | 3 | 1 | 2 | 0 | 7  | 2  | +5   |
| 3 | Brésil    | 2   | 3 | 0 | 2 | 1 | 3  | 4  | -1   |
| 4 | Chili     | 1   | 3 | 0 | 1 | 2 | 2  | 11 | -9   |

| 6 juillet  | Argentine | 6 | 1 | Chili     |
| 10 juillet | Argentine | 1 | 1 | Brésil    |
| 17 juillet | Uruguay   | 0 | 0 | Argentine |

### Matchs
| 6 juillet 1916                                                                                           | Argentine                                                            | 6 – 1                                                                                           | Chili    | Estadio G.E.B.A. (Buenos Aires)                |                                                |
| | Ohaco 2e, 75e · Brown 60e (pen.), 62e (pen.) · Marcovecchio 67e, 89e | (1 - 1)                                                                                         | Báez 44e | Spectateurs : 18 000 Arbitrage : Sidney Pullen | Spectateurs : 18 000 Arbitrage : Sidney Pullen |
| Rithner - Reyes, Brown - Martínez, Olazar, Badaracco - Heissinger, Ohaco, Marcovecchio, Guidi, Perinetti | Équipes                                                              | Guerrero - Cárdenas, Wittke - Abello, Teuche, Unzaga - Báez, Fuentes, Gutiérrez, France, Geldes |          | Spectateurs : 18 000 Arbitrage : Sidney Pullen | Spectateurs : 18 000 Arbitrage : Sidney Pullen |
| |                                                                      |                                                                                                 |          |                                                |                                                |

| 10 juillet 1916                                                                                          | Argentine  | 1 – 1 | Brésil      | Estadio G.E.B.A. (Buenos Aires)               |                                               |
| | Laguna 10e | (1 - 1)                                                                                                  | Alencar 23e | Spectateurs : 16 000 Arbitrage : Carlos Fanta | Spectateurs : 16 000 Arbitrage : Carlos Fanta |
| Rithner - Chiappe, Brown - Martínez, Olazar, Badaracco - Heissinger, Laguna, Marcovecchio, Guidi, Bincaz | Équipes    | Casemiro - Orlando, Nery - Sidney, Lagreca, Galo - Luiz Menezes, Amílcar, Friedenreich, Alencar, Arnaldo |             | Spectateurs : 16 000 Arbitrage : Carlos Fanta | Spectateurs : 16 000 Arbitrage : Carlos Fanta |

| 17 juillet 1916                                                                                      | Argentine | 0 - 0                                                                                                | Uruguay | Estadio Racing Club (Avellaneda)              |                                               |
| |           | (0 - 0)                                                                                              |         | Spectateurs : 17 000 Arbitrage : Carlos Fanta | Spectateurs : 17 000 Arbitrage : Carlos Fanta |
| Isola - Díaz, Reyes - Martínez, Olazar, Badaracco - Heissinger, Ohaco, H. Hayes, E. Hayes, Perinetti | Équipes   | Saporiti - Benincasa, Foglino - Zibechi, Delgado, Varela - Somma, Tognola, Piendibene, Gradín, Marán |         | Spectateurs : 17 000 Arbitrage : Carlos Fanta | Spectateurs : 17 000 Arbitrage : Carlos Fanta |

## Navigation